# Коперников принцип
Принципът на Коперник днес има много формулировки, но като цяло се свежда до предположението, че Земята не е уникална и във Вселената трябва да има много звездни системи и планети с условия, подобни на земните. Поради това, няма особена причина, която да възпрепятства зараждането и развитието на живот или която и да е друга характеристика на Земята. Понякога този принцип се нарича принцип на усредняване. Тя се основава на факта, че според цялото налично знание до момента, законите на природата са универсални и действат навсякъде еднакво; следователно, чисто статистически, има ненулева вероятност, че освен Слънцето и Земята има и други системи с достатъчно подобни условия за възникване на биологичния живот.